# Във вашия дом 3
Във вашия дом 3 (на английски: In Your House 3) е третото pay-per-view събитие от поредицата Във вашия дом, продуцирано от Световната федерация по кеч (WWF). Събитието се провежда в Сагино, Мичиган на 24 септември 1995 г.

## Обща информация
Основното събитие на шоуто включва и трите активни титли в WWF по това време. Световният шампион в тежка категория на WWF Дизел си партнира с Интерконтиненталния шампион Шон Майкълс срещу Отборните шампиони Оуен Харт и Йокозуна в мач, в който човекът, който бъде туширан, ще загуби титлата си. Като част от сюжетната линия, WWF заменя Оуен Харт с Британския Булдог, поради това, че съпругата на Харт ще ражда. В крайна сметка, Оуен Харт се появява в шоуто и е туширан, но тъй като той не е смятан за законния човек в мача, на следващата вечер в Първична сила, Отборните титли са присъдени обратно на Харт и Йокозуна.
PPV частта на шоуто включва общо шест мача, а WWF провежда още четири допълнителни мача, които са видени само от хората в арената. С пускането на WWE Network през 2014 г., Във вашия дом 3 става достъпно за абонатите при поискване.

## Резултати
| №                              | Резултати | Правила | Време      |
| ------------------------------ | --- | --- | ---------- |
| 1Т                             | Фату побеждава Хънтър Хърст Хелмсли | Индивидуален мач | Неизвестно |
| 2                              | Савио Вега поб. Уейлон Мърси | Индивидуален мач | 07:06      |
| 3                              | Психаря Сид (с Тед Дибиаси) поб. Хенри О. Годуин | Индивидуален мач | 07:23      |
| 4                              | Британския Булдог поб. Бам Бам Бигелоу | Индивидуален мач | 12:00      |
| 5                              | Дийн Дъглас (с Боб Баклънд) поб. Рейзър Рамон | Индивидуален мач | 14:53      |
| 6                              | Брет Харт поб. Жан-Пиер Лафите чрез предаване | Индивидуален мач | 16:37      |
| 7                              | Двама пичове с нагласи (Дизел (Световен шампион) и Шон Майкълс (Интерконтинентален шампион)) поб. Британския Булдог и Йокозуна (Отборни шампиони) (с Мистър Фуджи и Джим Корнет) | Отборен мач за Световните отборни титли на WWF, Интерконтиненталната титла на WWF и Световната титла в тежка категория на WWF | 15:42      |
| 8                              | Златен прах поб. Боб Холи | Индивидуален мач | 12:11      |
| 9                              | Ахмед Джонсън поб. Скип (със Съни) | Индивидуален мач | Неизвестно |
| 10                             | Гробаря (с Пол Беърър) поб. Крал Мейбъл (със Сър Мо) | Индивидуален мач | 07:04      |
| - Т – показва, че мача е тъмен | | |            |